# 巴蒂斯特·卡雷姆
巴蒂斯特·卡雷姆（Baptiste Carême，1985年10月25日—），法國男子羽毛球運動員。

## 簡歷
2015年8月，巴蒂斯特·卡雷姆參加印尼雅加達舉行的世界羽毛球錦標賽，與罗南·拉巴尔合作出戰男子雙打項目，他們在首圈以2-1力克菲律賓組合晉級，但在第二圈就以1比2（19-21、17-21、18-21）不敵3號種子、印尼的亨德拉·塞蒂亚万/穆罕默德·阿赫桑出局。

## 主要比賽成績
只列出曾進入準決賽的國際賽事成績：
| 年份   | 賽事                     | 公開賽級別 | 項目     | 拍檔              | 成績   |
| ------ | ------------------------ | ---------- | -------- | ----------------- | ------ |
| 2009年 | 保加利亞羽毛球國際賽     | 國際挑戰賽 | 混合雙打 | 劳拉·舒瓦内       | 準決賽 |
| 2010年 | 白夜羽毛球賽             | 國際挑戰賽 | 男子雙打 | 西尔万·格罗斯让   | 準決賽 |
| 2010年 | 白夜羽毛球賽             | 國際挑戰賽 | 混合雙打 | 劳拉·舒瓦内       | 準決賽 |
| 2010年 | 挪威羽毛球國際賽         | 國際挑戰賽 | 男子雙打 | 西尔万·格罗斯让   | 準決賽 |
| 2010年 | 愛爾蘭羽毛球國際賽       | 國際系列賽 | 男子雙打 | 西尔万·格罗斯让   | 準決賽 |
| 2010年 | 土耳其羽毛球國際賽       | 國際系列賽 | 男子雙打 | 西尔万·格罗斯让   | 準決賽 |
| 2010年 | 土耳其羽毛球國際賽       | 國際系列賽 | 混合雙打 | 劳拉·舒瓦内       | 亞軍   |
| 2011年 | 荷蘭羽毛球國際賽         | 國際挑戰賽 | 男子雙打 | 西尔万·格罗斯让   | 冠軍   |
| 2011年 | 白夜羽毛球賽             | 國際挑戰賽 | 混合雙打 | 奥德丽·方丹       | 亞軍   |
| 2011年 | 愛爾蘭羽毛球國際賽       | 國際系列賽 | 男子雙打 | 西尔万·格罗斯让   | 準決賽 |
| 2011年 | 土耳其羽毛球國際賽       | 國際系列賽 | 男子雙打 | 西尔万·格罗斯让   | 準決賽 |
| 2011年 | 土耳其羽毛球國際賽       | 國際系列賽 | 混合雙打 | 奥德丽·方丹       | 準決賽 |
| 2012年 | 芬蘭羽毛球公開賽         | 國際挑戰賽 | 混合雙打 | 奥德丽·方丹       | 準決賽 |
| 2012年 | 白夜羽毛球賽             | 國際挑戰賽 | 男子雙打 | 加埃唐·米特莱尔泽 | 冠軍   |
| 2012年 | 白夜羽毛球賽             | 國際挑戰賽 | 混合雙打 | 奥德丽·方丹       | 冠軍   |
| 2012年 | 哈爾科夫羽毛球國際賽     | 國際挑戰賽 | 男子雙打 | 加埃唐·米特莱尔泽 | 冠軍   |
| 2012年 | 哈爾科夫羽毛球國際賽     | 國際挑戰賽 | 混合雙打 | 奥德丽·方丹       | 準決賽 |
| 2013年 | 法國羽毛球國際賽         | 國際挑戰賽 | 男子雙打 | 加埃唐·米特莱尔泽 | 亞軍   |
| 2013年 | 荷蘭羽毛球國際賽         | 國際挑戰賽 | 混合雙打 | 洛林·鲍曼         | 準決賽 |
| 2013年 | 地中海運動會羽毛球比賽   | 其他       | 男子雙打 | 加埃唐·米特莱尔泽 | 銅牌   |
| 2013年 | 白夜羽毛球賽             | 國際挑戰賽 | 男子雙打 | 罗南·拉巴尔       | 冠軍   |
| 2013年 | 白夜羽毛球賽             | 國際挑戰賽 | 混合雙打 | 安妮·特兰         | 準決賽 |
| 2013年 | 捷克羽毛球國際賽         | 國際挑戰賽 | 男子雙打 | 罗南·拉巴尔       | 準決賽 |
| 2013年 | 捷克羽毛球國際賽         | 國際挑戰賽 | 混合雙打 | 安妮·特兰         | 準決賽 |
| 2013年 | 碧特博格羽毛球黃金大獎賽 | 黃金大獎賽 | 男子雙打 | 罗南·拉巴尔       | 準決賽 |
| 2013年 | 意大利羽毛球國際賽       | 國際挑戰賽 | 男子雙打 | 罗南·拉巴尔       | 準決賽 |
| 2014年 | 波蘭羽毛球公開賽         | 國際挑戰賽 | 混合雙打 | 安妮·特兰         | 準決賽 |
| 2014年 | 法國羽毛球國際賽         | 國際挑戰賽 | 混合雙打 | 安妮·特兰         | 準決賽 |
| 2014年 | 荷蘭羽毛球國際賽         | 國際系列賽 | 混合雙打 | 安妮·特兰         | 準決賽 |
| 2014年 | 白夜羽毛球賽             | 國際挑戰賽 | 男子雙打 | 罗南·拉巴尔       | 準決賽 |
| 2014年 | 危地馬拉羽毛球國際賽     | 國際挑戰賽 | 男子雙打 | 罗南·拉巴尔       | 準決賽 |
| 2014年 | 捷克羽毛球國際賽         | 國際挑戰賽 | 男子雙打 | 罗南·拉巴尔       | 準決賽 |
| 2014年 | 荷蘭羽毛球大獎賽         | 大獎賽     | 男子雙打 | 罗南·拉巴尔       | 冠軍   |
| 2014年 | 瑞士羽毛球國際賽         | 國際挑戰賽 | 男子雙打 | 罗南·拉巴尔       | 亞軍   |
| 2015年 | 瑞典羽毛球大師賽         | 國際挑戰賽 | 男子雙打 | 罗南·拉巴尔       | 準決賽 |
| 2015年 | 芬蘭羽毛球公開賽         | 國際挑戰賽 | 男子雙打 | 罗南·拉巴尔       | 準決賽 |
| 2015年 | 秘魯羽毛球國際賽         | 國際挑戰賽 | 男子雙打 | 罗南·拉巴尔       | 準決賽 |
| 2015年 | 秘魯羽毛球國際賽         | 國際挑戰賽 | 混合雙打 | 安妮·特兰         | 亞軍   |
| 2015年 | 布拉格羽毛球公開賽       | 國際挑戰賽 | 男子雙打 | 罗南·拉巴尔       | 準決賽 |
| 2016年 | 歐洲男子羽毛球團體錦標賽 | 其他       | 男子團體 | －                | 亞軍   |

| 2007-2017年 | 首要超級賽 | 超級賽 | 黃金大獎賽 | 大獎賽 | 國際挑戰賽 | 國際系列賽 | 未來系列賽 | 其他 |

| 2018-2026年 | 總決賽 | 超級1000賽 | 超級750賽 | 超級500賽 | 超級300賽 | 超級100賽 | 國際挑戰賽 | 國際系列賽 | 未來系列賽 | 其他 |

### 奧運會和世錦賽參賽紀錄
|          | 搭檔            | 2009 | 2010 | 2011 | 2012 | 2013 | 2014 | 2015 |
| -------- | --------------- | ---- | ---- | ---- | ---- | ---- | ---- | ---- |
| 男子雙打 | 罗南·拉巴尔     | 48強 | －   | －   | －   | －   | －   | 32強 |
| 男子雙打 | 西尔万·格罗斯让 | －   | 48強 | 32強 | －   | －   | －   | －   |
|          |                 |      |      |      |      |      |      |      |
| 混合雙打 | 劳拉·舒瓦内     | 32強 | 48強 | 48強 | －   | －   | －   | －   |